# Раненая амазонка
«Раненая амазонка» — название типа древнегреческой статуи, изображающей женщину-воительницу, персонаж, известный в мифологии как амазонка.

## Античные свидетельства
Древнеримский историк Плиний Старший в «Естественной Истории» после перечисления многих имён самых выдающихся скульпторов рассказал о существовании пяти бронзовых статуй, изображающих раненых амазонок, созданных для храма Артемиды Эфесской. Плиний объяснил это собрание скульптур на одну и ту же тему в одном и том же месте историей агона (соревнования), который якобы состоялся между выдающимися скульпторами Эллады: «Между прочим сошлись и на состязание, — писал Плиний, — прославленнейшие художники, хотя были различного возраста, так как они создали по амазонке, а когда этих Амазонок посвящали в храме Дианы Эфесской, то решили выбрать признанную самой лучшей судом самих присутствовавших художников, и оказалось, что это та, которую каждый из них признал второй после своей. Это — Амазонка Поликлета, следующая после неё — Фидия, третья — Кресила, четвёртая — Кидона, пятая — Фрадмона» .
Легендарные амазонки считались основательницами культа и первыми жрицами храма Артемиды (у римлян Диана) в городе Эфесе на побережье Малой Азии. Рассказанная Плинием история, как считают многие исследователи, в частности Е. Холь (E. Hohl), представляет собой выдумку, хотя упомянутые статуи действительно существовали. Предполагают, что эта история повторяет легенду, похожую на анекдот и рассказанную Геродотом о том, как во время греко-персидских войн греческие военачальники собрались на Истме и поспорили: кто из них самый доблестный и при голосовании каждый первую награду присудил себе, а вторую отдал Фемистоклу, который таким образом и оказался победителем, поскольку «превзошёл всех по числу голосов, поданных за вторую награду» .
В пользу рассказанной Плинием истории говорят датировки. По крайней мере три из названных художника работали примерно в одно и то же время. Амазонку работы Поликлета датируют около 435 г. до н. э., Амазонку Фидия — после 438 г. до н. э., акме Кресила (Кресилая) — около 440—430 гг. до н. э., акме Фрадмона — около 420 г. до н. э. Проблематичным считается имя: Кидон. В других источниках это имя не встречается. Возможно, это всего лишь этникон Кресила, который был родом из Кидонии (город на о. Крит). Подтверждение этому заключается в том, что хорошо известны четыре скульптурных типа Амазонок, восходящих к упомянутому состязанию. Но относительно недавно был идентифицирован пятый тип с репликами в музеях Вены и Лондона. Поэтому вопрос о количестве участников остаётся спорным .

## Сохранившиеся типы реплик древнегреческих статуй
Позднейшие реплики, восходящие к древнегреческим оригиналам, исчисляются десятками и все они разнятся в деталях, поэтому затруднительно судить о том, как выглядели прототипы. Все скульптуры представляют собой стоящие женские фигуры, в коротких хитонах, амазонки ранены в правую грудь, левой опущенной рукой опираются либо на копьё, либо на дополнительную опору, правая рука поднята над головой.
Скульптуры принято  классифицировать по трём основным типам: Берлинская амазонка, Амазонка Маттеи, Капитолийская амазонка (с выделением ещё одного варианта Берлинской амазонки — Амазонки Дориа-Памфили), т. е. получается всего четыре варианта, каждый из которых по косвенным признакам связывают с оригиналами, созданными Поликлетом, Фидием, Кресилом и Фрадмоном. Но по конкретным атрибуциям не существует единого мнения.
В российском искусствознании наиболее подробное описание и изложение всех аргументов по атрибуции скульптур приведены в книге Б. Р. Виппера «Искусство Древней Греции» (издано на основе курса лекций 1930-х годов).

#### «Берлинская амазонка» (Амазонка Скьярра)
Это самый известный тип изображения раненой амазонки, он имеет наибольшее количество различных вариаций и повторений, что косвенно свидетельствует о работе победителя в конкурсе. Второе название скульптуры: Амазонка Скьярра (итал.  Sciarra — воинственная, затевающая драку). Лучшая скульптура находится в берлинском Старом музее, отсюда название. Именно этот тип приписывают выдающемуся скульптору Поликлету Старшему из Аргоса. Вторая из лучших реплик этого же типа: «Амазонка Лэнсдаун» находится в музее Метрополитен. Третью реплику обнаружили в Риме, в 1868 году в садах Саллюстия. Она хранится в Карлсбергской Глиптотеке в Копенгагене.
Статуя высотой 1,94 м изображает амазонку в коротком хитоне, раненую несколько выше правой груди (не различимо на репродукциях), левой рукой опирающейся на постамент. Движение правой руки, высоко поднятой над головой, не согласуется с темой раненой амазонки, что, по утверждению Б. Р. Виппера, характерно для творчества Поликлета, и решено исключительно формально, ради выразительности пластического движения, возникающего от переноса тяжести тела на правую опорную ногу и освобождения слегка согнутой в колене левой ноги. Такая постановка фигуры представляет собой изобретение Поликлета и любимую им «пластическую тему» двойного движения S-образной линии. «Движение в состоянии покоя» (термин Адольфа Фуртвенглера) классически выражено именно Поликлетом в мужских статуях Дорифора и Диадумена. Статуя амазонки Поликлета замечательна цельностью силуэта и слегка тяжеловесными «мужскими» пропорциями, что также характерно для его «квадратных фигур» и способа их пропорционирования. Тектоническое повторение складок хитона, подчёркивающее контуры скульптуры, также говорит в пользу авторства Поликлета.

#### «Амазонка Маттеи»
Скульптура «Амазонки Маттеи», высотой 2,11 м, созданная в эпоху Августа, является римской мраморной репликой с бронзового греческого оригинала. Этот тип скульптуры большинство специалистов приписывают Фидию. Скульптура, которая хранится в Ватикане, была найдена в 1770 году и ранее находилась в коллекции семьи Маттеи. Другой вариант этого же типа находится в парижском Лувре. В описании Лукиана Амазонка работы Фидия «опирается на копьё». Но правая рука, как и в скульптуре Поликлета, также высоко поднята над головой. Этот мотив в Амазонке Маттеи из Лувра действительно является определяющим (от копья остались лишь два фрагмента). В статуе из Ватикана обломок в правой руке, скорее всего, напоминает лук, тем более, что на поясе воительницы имеется колчан со стрелами. Амазонка, которая обеими руками опирается на копьё, причём правая рука держит копьё выше головы, изображена на гемме из коллекции Л. Наттера (позднее утраченной).
Голова Амазонки Маттеи из Ватикана, вероятно, взята из другой скульптуры и поставлена неправильно, её наклон и поворот вправо не соответствуют общему движению фигуры. Ещё одна реплика этого же типа находится в Палаццо Нуово Капитолийского музея. В капитолийском варианте движение правой руки над головой имеет иной характер. Другая отличительная черта — амазонка слегка выдвигает левую ногу и как бы делает шаг вперёд. Специалисты Капитолийского музея приписывают «свою амазонку» не Фидию, а Кресилу. Б. Р. Виппер, аргументируя принадлежность этого типа Фидию, писал: «Мы узнаём в Амазонке Маттеи типичную для Фидия прямолинейность композиции. Копьё, изгиб правой руки и правый контур фигуры образуют правильный удлинённый четырёхугольник, в раму которого оказывается вписанной вся фигура» . Такая своеобразная тектоническая оправа узнаётся во многих произведениях школы Фидия, причём в Амазонке Маттеи практически отсутствуют профили, её движение просматривается только с одной фронтальной точки зрения. Мелкие, «струящиеся» складки хитона также узнаются в других произведениях фидиевой школы, например в скульптурах афинского Парфенона. Это также характерная черта скульптора Фидия и его учеников. Шлем у ног ватиканской амазонки — произвольное добавление копииста.
В 1950-х годах при раскопках на  вилле императора Адриана в Тиволи были обнаружены ещё две реплики амазонок Поликлета и Фидия, соответствующие прежним атрибуциям.

#### «Амазонка Капитолийская» (Амазонка Сосикла)
В Палаццо Нуово Капитолийского музея в Риме имеются три произведения под названием «Раненая амазонка». Одну из них типа Берлинской работники музея приписывают не Поликлету, а Фидию, вторую оригинального типа именуют собственно «Амазонкой капитолийской» и приписывают работе Кресила (это единственная фигура, имеющая плащ на спине, полагающийся всаднице). Автором третьей предположительно является Сосикл (римский копиист II в. н. э.).  Скульптура высотой 2,02 м подписана именем «Сосикл». Она сделана по оригиналу либо Поликлета, либо Кресила (мнения специалистов расходятся) . Статуя была обнаружена в 1733 году, находилась в коллекции кардинала Альбани, затем была передана в  Капитолийский музей. Амазонка держит левую руку перед грудью, а правая, с открытой ладонью, поднята вверх.
Cуществуют близкие к этому типу  бронзовые статуэтки и изображения на геммах. Необычная реплика близкая к этому типу, изображающая амазонку в длинном пеплосе, находится в Лувре
| «Амазонка Маттеи». По оригиналу Фидия. Ватиканские музеи | «Амазонка Скьярра». По оригиналу Поликлета. Берлин, Старый музей | «Амазонка Сосикла (Капитолийская)». По оригиналу Кресила. Рим, Палаццо консерваторов (Капитолийские музеи) |